# Karl Emanuel Müller
Karl Emanuel Müller (* 18. März 1804 in Altdorf UR; † 1. Dezember 1869 ebenda) war ein Schweizer Bauingenieur und Politiker.

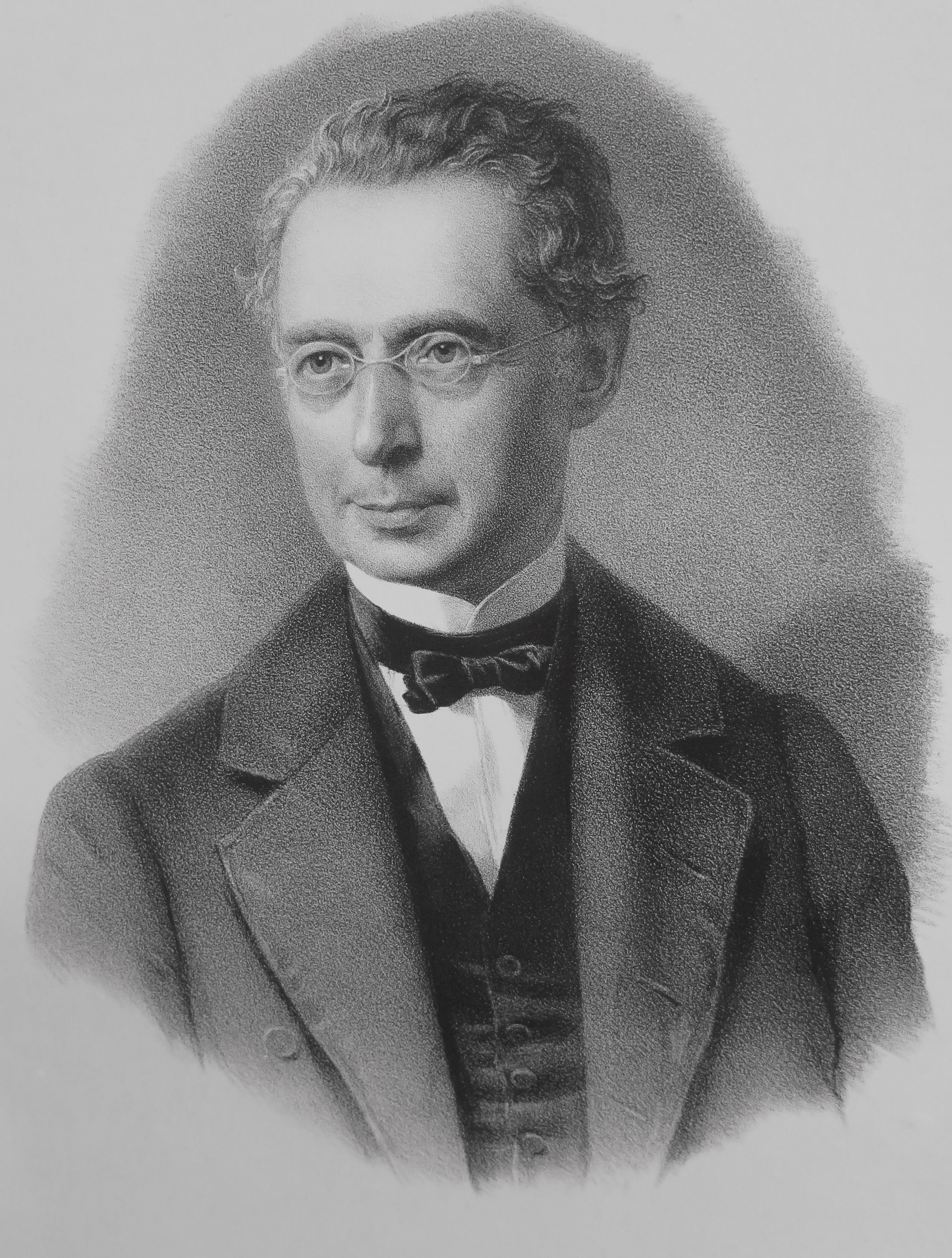
Karl Emanuel Müller

## Frühe Jahre
Karl Emanuel Müller stammte aus einer angesehenen urnerischen Familie. Schon sein Grossvater war Landammann von Uri. Nach dem Besuch des Lyzeums in Solothurn studierte er Mathematik, Naturwissenschaften und Staatswissenschaften in Heidelberg und ab 1826 Architektur und Bauingenieurwesen (Hoch-, Strassen- und Brückenbau) am Polytechnischen Institut in Wien.

## Bauingenieur

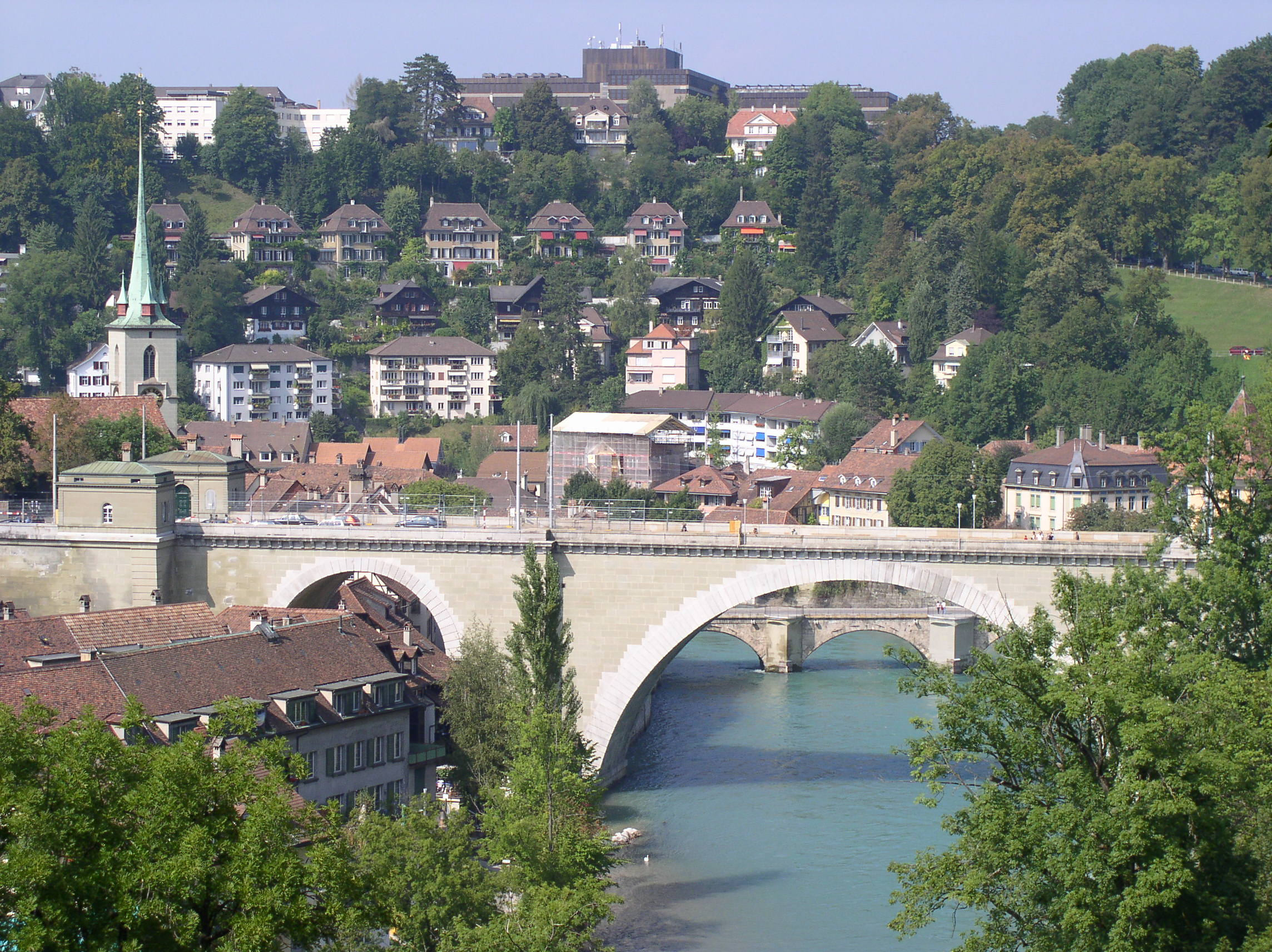
Die Nydeggbrücke in Bern, Müllers bekanntestes Werk

Nach Beendigung seines Studiums wurde Karl Emanuel Müller in die kantonale Baukommission berufen und wirkte am Bau der Gotthardpassstrasse mit. Er leitete den Bau des Teilstücks von Göschenen nach Hospental. Sein wichtigstes Werk war die Überquerung der Schöllenen mit der zweiten Teufelsbrücke (1828 bis 1830). In den folgenden Jahren entwarf Müller Pläne für den Bau einer Axenstrasse, ein Projekt, das vorerst nicht realisiert wurde. Nach mehreren Reisen zur Weiterbildung nach Italien und England  nahm er 1838/39 die Position des Strasseninspektors des Kantons Glarus an, legte aber dieses Amt nieder, um den Bau der Nydeggbrücke in Bern zu realisieren (1840–1844). Mit diesem Bau, der ein Jahr vor Termin fertig wurde, wurde er bekannt und der Kanton Bern bot ihm die Stelle des Kantonalbauinspektors an. Da sich aber bereits der Konflikt zwischen den liberalen und den katholisch-konservativen Kantonen abzeichnete, der 1845 zur Gründung des Sonderbundes führte, lehnte er dieses Angebot ab und kehrte nach Uri zurück.

## Sonderbund
Karl Emanuel Müller übernahm zunächst das Amt des Landesfähnrichs des Kantons Uri, wurde aber noch im selben Jahr in den Regierungsrat des Kantons Luzern gewählt, wo er dem Baudepartement vorstand. Gleichzeitig vertrat er den Stand Luzern an der Tagsatzung. 1847 kam es zum Ausbruch des Sonderbundskrieges. Müller wurde als Oberstleutnant Kommandant der sonderbündischen Genietruppen und erhielt im November 1847 das Kommando über die sogenannte Gotthardexpedition, einen Angriff auf den Kanton Tessin mit dem Ziel, Nachschublinien nach Italien zu öffnen. Geplant war ein urnerischer Vorstoss über den Gotthard, welcher durch Walliser Truppen, die über den Nufenenpass anrückten, verstärkt werden sollte.  Der Feldzug verlief zunächst erfolgreich; nach einem Gefecht bei Airolo am 17. November rückten Müllers Truppen unbehelligt bis Biasca vor, wo er auf die versprochenen Walliser Truppen wartete, welche für den geplanten Angriff auf Bellinzona notwendig gewesen wären. Am 22. November erhielt er den Befehl, seine Truppen zurückzuziehen, um diese bei der Verteidigung von Luzern einzusetzen.

## Politiker
Nach der Niederlage des Sonderbunds und einem Prozess wegen seiner Mitgliedschaft im Kriegsrat des Sonderbunds setzte Karl Emanuel Müller seine Laufbahn als Politiker im Kanton Uri fort. Von 1850 bis 1852 sowie 1856 bis 1869 war er Regierungsrat; als Landammann bekleidete er 1856 bis 1859 und 1864 bis 1866 das höchste Amt des Kantons. 1861 bis 1863 vertrat er den Kanton Uri im Ständerat.

## Unternehmer
Neben seiner Tätigkeit als Politiker war Müller weiterhin als Unternehmer tätig. Von 1850 bis 1853 leitete er die Reusskorrektion zwischen Attinghausen und Seedorf. 1851 begann er auf der Halbinsel Isleten mit dem Bau einer Papierfabrik, welche er 1853 in Betrieb nahm.
1856 erstellte er eine Expertise, welche den Standort des Bahnhofs Solothurn (heute Solothurn-West) festlegte und wofür er mit dem Solothurner Ehrenbürgerrecht geehrt wurde. Ab 1853 betrieb er Vermessungs- und Trassierungsarbeiten für die Gotthardbahn.
Karl Emanuel Müller unterstützte auch gemeinnützige Projekte. Er trug einen grossen Teil der Kosten für den Bau des Kantonsspitals in Altdorf.